# Friedrichstadt (Düsseldorf)
Der Düsseldorfer Stadtteil Friedrichstadt liegt zwischen der Innenstadt und dem Düsseldorfer Stadtteil Bilk im Stadtbezirk 3.
Auf einer Fläche von 1,1 km² leben dort rund 20.084 Menschen (Stand: 30. Juni 2023). Er ist mit einer Bevölkerungsdichte von 18.258 Einwohnern/km² der dichtbesiedeltste Stadtteil Düsseldorfs sowie einer der dichtbesiedeltsten Stadtteile Deutschlands.

## Lage
Im Westen grenzt die Friedrichstadt an Unterbilk, im Nordwesten an die Carlstadt, im Norden an die Stadtmitte, im Osten an Oberbilk sowie im Süden an Bilk.

## Geschichte

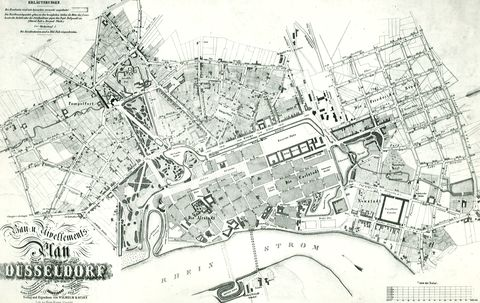
Bauplan der Stadt Düsseldorf 1854 mit den Stadterweiterungsbezirken zwischen Königsallee, Oststraße und Friedrichstadt

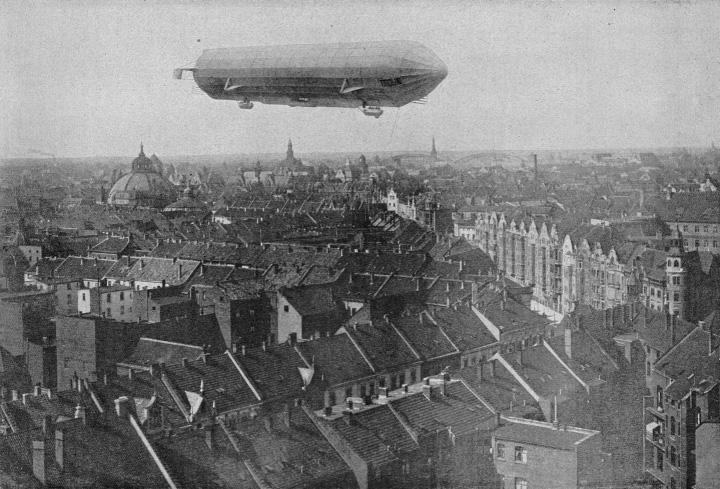
Blick über die Friedrichstadt in Richtung Apollo-Theater (Kuppel) während des Überfluges des Luftschiffes LZ 8 im April 1911

Die Friedrichstadt ist ein junger Stadtteil des alten Düsseldorf. Er entstand in der Mitte des 19. Jahrhunderts infolge der südlichen Ausbreitung der Stadt in Richtung Bilk. Bereits 1831 wurde ein Bebauungsplan für die zukünftige Friedrichstadt aufgestellt, doch erst 1846 begann man mit der Erschließung des Geländes. Am 3. Juli 1854 wurde die Baugenehmigung erteilt, kurz darauf begannen die Bauarbeiten an dem vollständig am Reißbrett entworfenen Stadtteil mit seinem schachbrettartigen Grundmuster.
Der Stadtteil erhielt seinen Namen 1852 zu Ehren des preußischen Königs Friedrich II. Im Volksmund hieß der Stadtteil anfangs „Walachei“, wahrscheinlich auf Grund seines ursprünglich eher sumpfigen Grundes.
Die neue Friedrichstadt entwickelte sich bald zur bevorzugten Wohnlage, vor allem für Beamte und Offiziere. Mit der Eröffnung des Bahnhofs im Jahre 1878 siedelte sich zwar in der Folge auch Industrie in dem Stadtteil an und beflügelte dessen wirtschaftliche Entwicklung, der Charakter einer Wohnstadt blieb dennoch erhalten. Ein Großteil der Bausubstanz aus der Gründerzeit besteht noch heute.
Die Grünanlagen mit den Teichen Schwanenspiegel und Kaiserteich wurden von Maximilian Friedrich Weyhe umgesetzt.
1880 zog der preußische Provinziallandtag des Rheinlandes in das Ständehaus ein, das bis 1988 den Landtag des Landes Nordrhein-Westfalen beherbergte. Heute nennt sich der Bau K21 und ist eine Dependance der Kunstsammlung Nordrhein-Westfalen. Heute gehören das Gebäude sowie die umliegenden Grünanlagen und Teiche zum Stadtteil Unterbilk.

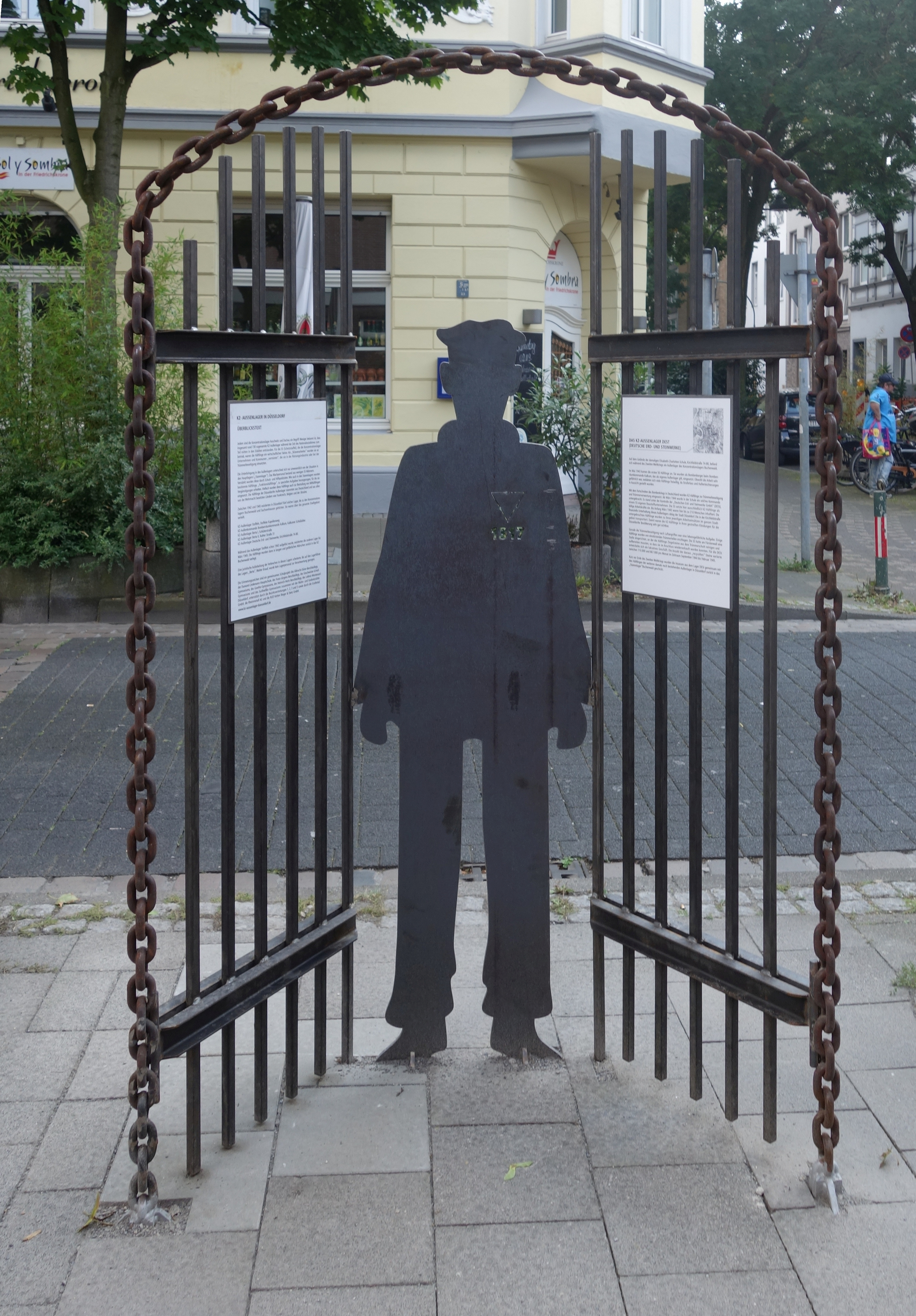
Mahnmal KZ-Außenlager DESt Kirchfeldstraße (2017)

Im Zweiten Weltkrieg befand sich in der Elisabeth-Charlotten-Schule (heute Dumont-Lindemann-Schule) an der Kirchfeldstraße 74–80 das KZ-Außenlager der Deutschen Erd- und Steinwerke GmbH (DESt) zur Baustoffrückgewinnung. Am Fürstenwall hatte die SS eine Stelle eingerichtet, in der alte Ziegelsteine aus Trümmerschutt von den Häftlingen geputzt und dann wieder verkauft wurden.

## Bevölkerung
Der Stadtteil weist mit 69,4 % Einpersonenhaushalten einen überdurchschnittlichen Anteil an Single-Haushalten auf. Im Vergleich beträgt der Anteil an Einpersonenhaushalten in Düsseldorf durchschnittlich 54 %.Darüber hinaus hat die Friedrichstadt mit 35,1 Prozent einen überdurchschnittlich hohen Ausländeranteil, im Durchschnitt liegt dieser in Düsseldorf bei 25,1 Prozent.

## Beschreibung des Stadtteils

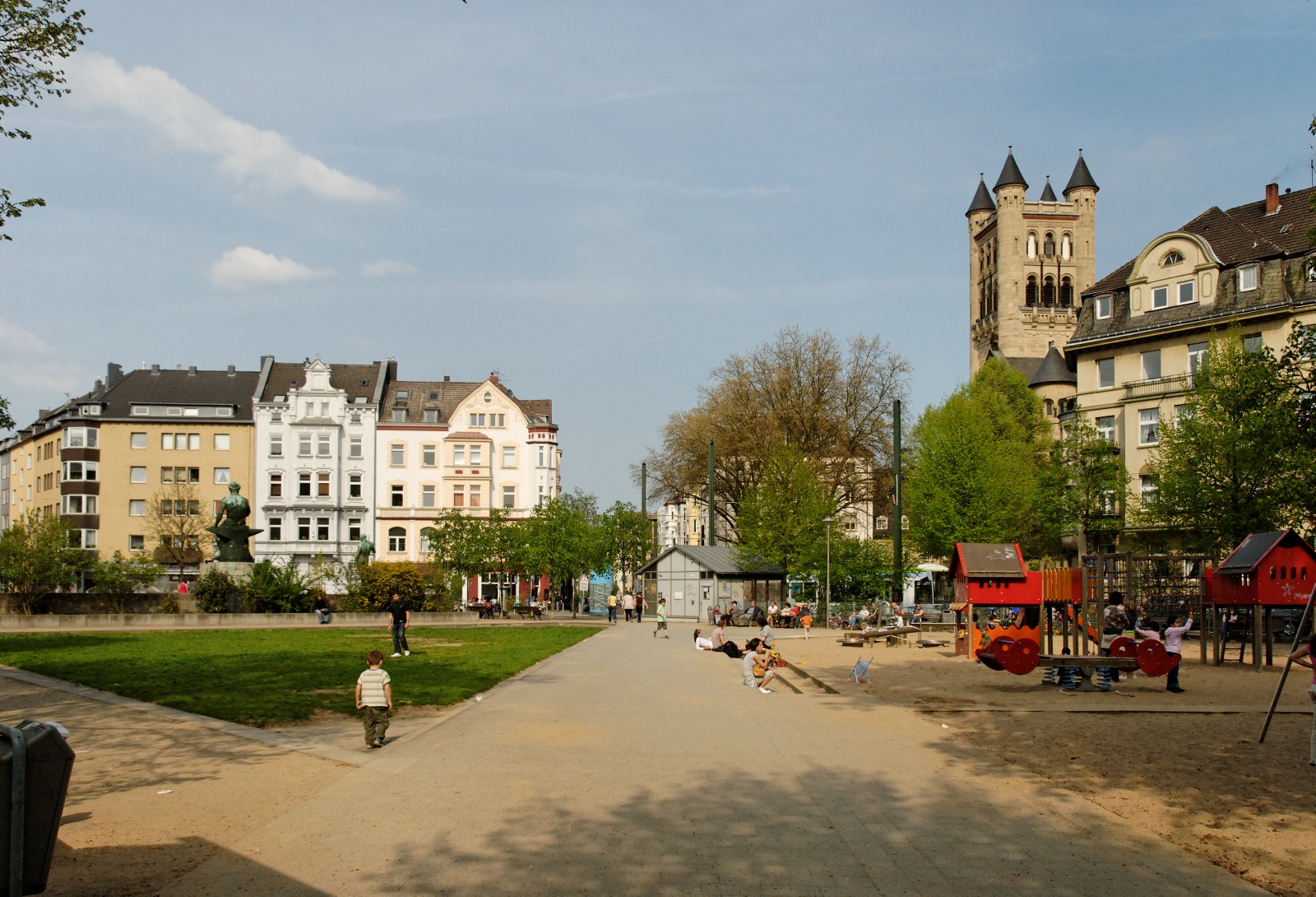
Fürstenplatz

Angesichts der hohen Bevölkerungsdichte gibt es im Stadtteil selbst nur sehr wenige nennenswerte Grünanlagen.
Die einzige Freizeit- und Spielplatzanlage inmitten des Stadtteils weist der historische Fürstenplatz auf. Mit seiner im Norden und Süden jeweils abgerundeten Anlage sowie einigen diagonal auf ihn zulaufenden Seitenstraßen weicht der Platz außerdem vom ansonsten in der Friedrichstadt dominierenden Schachbrettmuster der Straßenzüge ab.

## Wirtschaft und Verkehr

### Wirtschaft

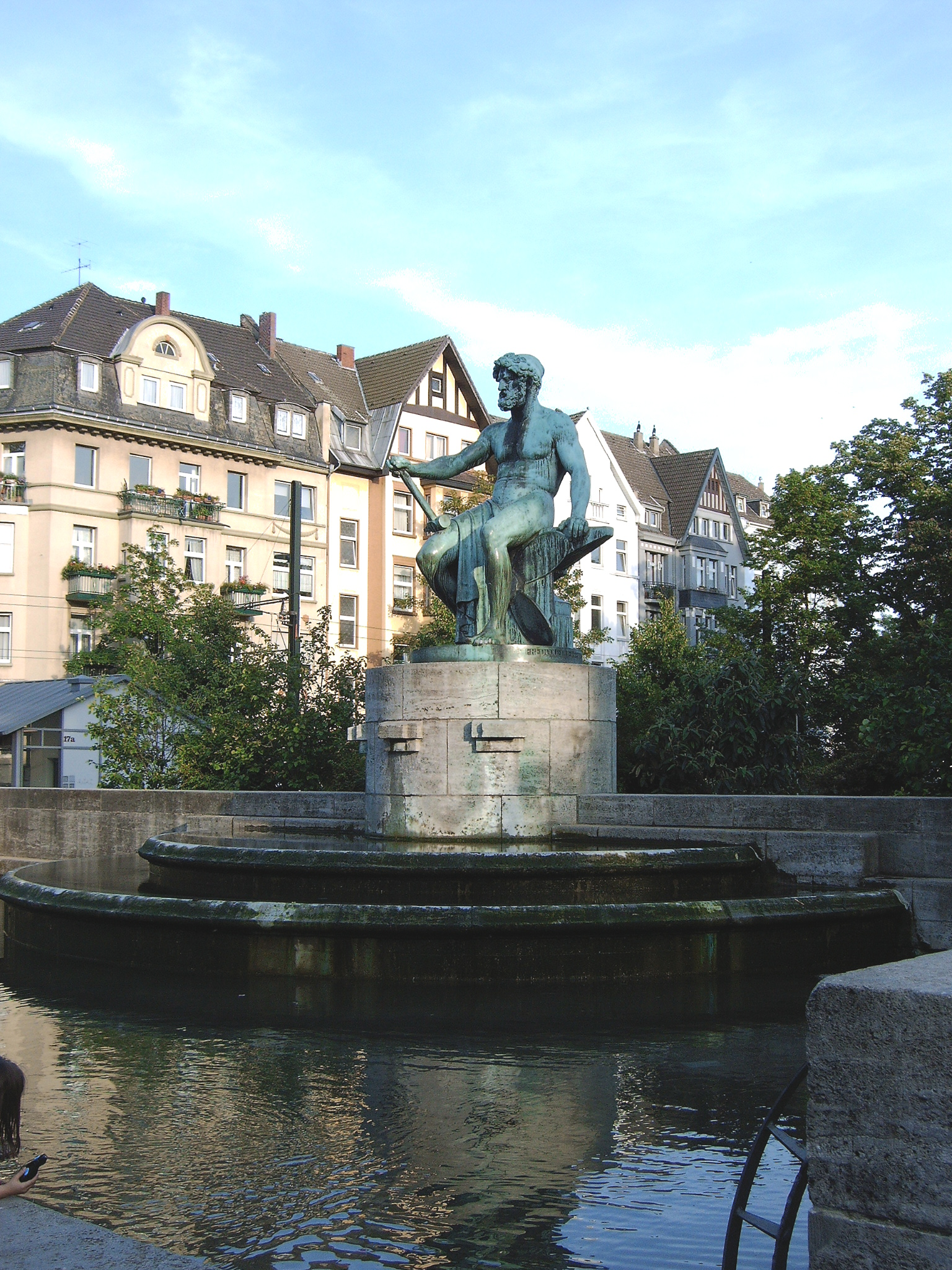
Industriebrunnen mit Wohnhäusern am Fürstenplatz

Die Friedrichstraße im Westen des Stadtteils ist neben Nord- und Rethelstraße eine der umsatzstärksten Einkaufsstraßen außerhalb der Stadtmitte. Hier befand sich bis März 2016 mit dem 8000 Quadratmeter Verkaufsfläche umfassenden Stern-Verlag Düsseldorfs größte Buchhandlung und das ASG-Bildungsforum. An der Ostseite der Friedrichstraße in Höhe des zu Unterbilk gehörenden Kirchplatzes sind die Portigon AG und der Rheinische Sparkassen- und Giroverband in mehreren Verwaltungsgebäuden ansässig. Weiter nordwestlich grenzt die Friedrichstadt an die Grün- und Teichanlagen im Umfeld des Museums für die internationale Kunst der Gegenwart K21 im Ständehaus.
Die Friedrichstadt beherbergt vor allem Arbeitsplätze im Dienstleistungssektor, die meisten davon in der Sozialversicherung, der Rechts-, Steuer- und Wirtschaftsberatung sowie -prüfung, außerdem im Bankgewerbe und bei privaten Versicherungen. Im Stadtteil ist die Hauptverwaltung der Deutschen Rentenversicherung Rheinland beheimatet; sie hat ihren Sitz im zweithöchsten Hochhaus Düsseldorfs (122 Meter), dem vormaligen LVA-Hauptgebäude.
Die wichtigste Verkehrsader des Stadtteils ist die in Nord-Süd-Richtung verlaufende Corneliusstraße, welche die Autobahn A 46 mit der nördlich anschließenden Berliner Allee und darüber mit der Innenstadt verbindet. Daraus resultiert eine überdurchschnittlich starke Verkehrsbelastung für die Anwohner, insbesondere am Morgen und am späten Nachmittag.
Bis 1982 befand sich die Produktionsstätte der bekannten Maoam-Bonbons auf der Hildebrandtstraße in der Friedrichstadt. In dem ehemaligen Fabrikgebäude befindet sich heute das Creativcenter.

### Verkehr

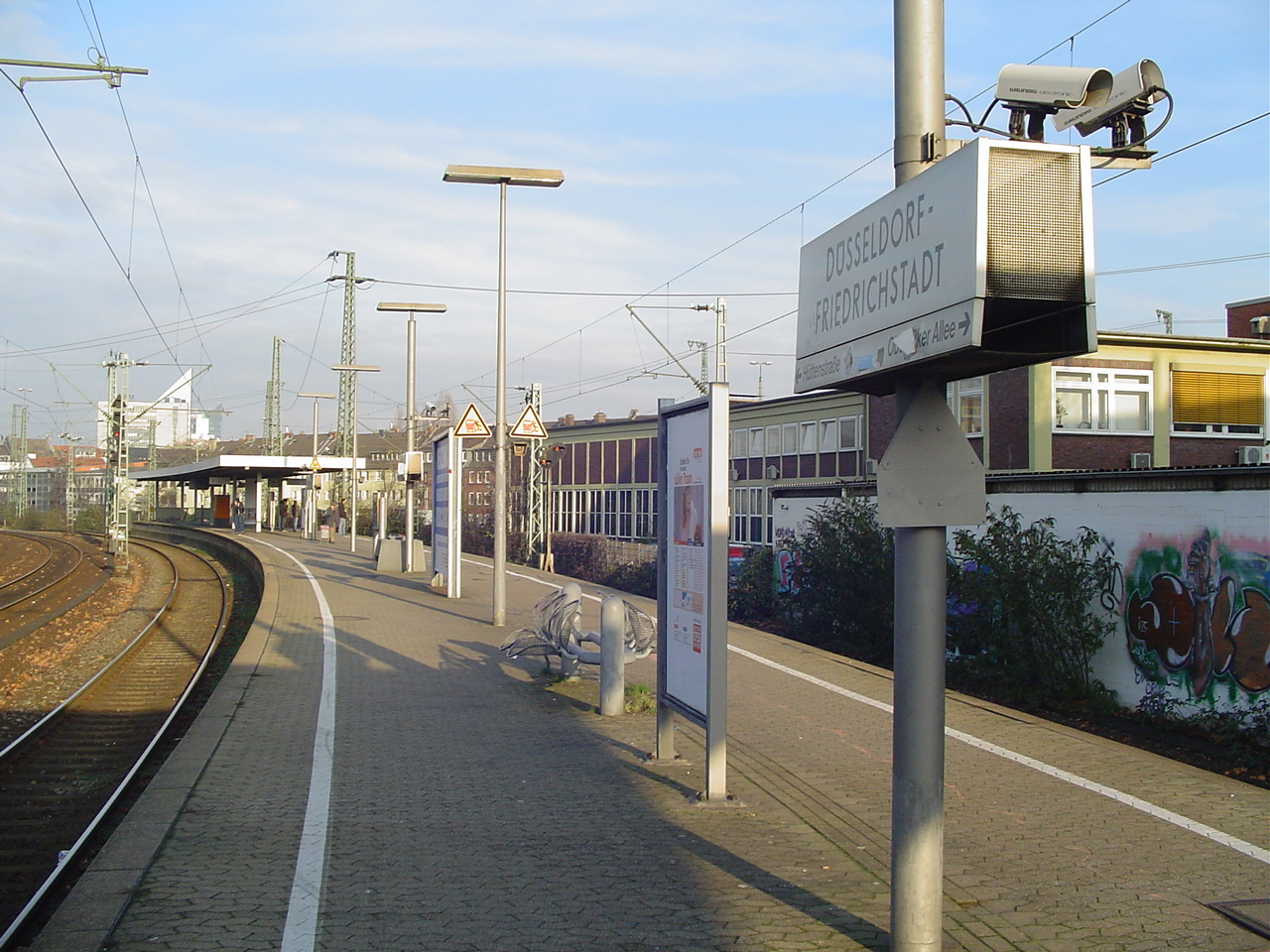
Der S-Bahnhof Düsseldorf-Friedrichstadt

Der Stadtteil Friedrichstadt liegt im Innenstadtbereich. Zahlreiche Bus- und Straßenbahnlinien sind fußläufig erreichbar; im Stadtteil liegt auch der S-Bahn-Haltepunkt Düsseldorf-Friedrichstadt.
S-Bahnhof Friedrichstadt: Der Bahnhof Düsseldorf-Friedrichstadt liegt etwa 1 Kilometer südlich des Düsseldorfer Hauptbahnhofs. Er befindet sich an der Bahnstrecke Mönchengladbach–Düsseldorf.
Lage: Der Bahnhof liegt in zentraler Lage zwischen den Stadtteilen Düsseldorf-Friedrichstadt, Düsseldorf-Oberbilk und Düsseldorf-Bilk. Er befindet sich in Hochlage oberhalb der Hüttenstraße sowie der Oberbilker Allee.
Der S-Bahnhof besitzt einen Mittelbahnsteig mit Zugängen zur Hüttenstraße und zur Oberbilker Allee.
Linien: Zurzeit wird der Bahnhof von drei Linien der S-Bahn angefahren; am Zugang zur Hüttenstraße besteht außerdem Umsteigemöglichkeit zur Straßenbahnlinie 705 (Haltestelle Sonnenstraße), am südlichen Zugang zur Buslinie 736 (Haltestelle Friedrichstadt S). Mit der S-Bahn sind neben dem Düsseldorfer Hauptbahnhof der Flughafen sowie die Großstädte Köln und Mönchengladbach erreichbar.
| Linie | Verlauf | Takt                                                                                         |
| ----- | --- | -------------------------------------------------------------------------------------------- |
| S 8   | Hagen Hbf – HA-Wehringhausen – HA-Heubing – HA-Westerbauer – Gevelsberg-Knapp – Gevelsberg Hbf – Gevelsberg-Kipp – Gevelsberg West – Schwelm – Schwelm West – W-Langerfeld – W-Oberbarmen – W-Barmen – W-Unterbarmen – Wuppertal Hbf – W-Steinbeck – W-Zoologischer Garten – W-Sonnborn – W-Vohwinkel – Haan-Gruiten – Hochdahl-Millrath – Hochdahl – Erkrath – D-Gerresheim – D-Flingern – Düsseldorf Hbf – D-Friedrichstadt – D-Bilk – D-Völklinger Straße – D-Hamm – NE Rheinpark-Center – NE Am Kaiser – Neuss Hbf – Büttgen – Kleinenbroich – Korschenbroich – MG-Lürrip – Mönchengladbach Hbf Stand: Fahrplanwechsel Dezember 2023                                    | 30 min 60 min (Hagen–Oberbarmen) 20 min (Oberbarmen–M’gladbach wochentags)                   |
| S 11  | D-Flughafen Terminal – D-Unterrath – D-Derendorf – D-Zoo – D-Wehrhahn – Düsseldorf Hbf – D-Friedrichstadt – D-Bilk – D-Völklinger Straße – D-Hamm – NE Rheinparkcenter – NE Am Kaiser – Neuss Hbf – Neuss Süd – Norf – NE-Allerheiligen – Nievenheim – Dormagen – Dormagen-Chempark – Köln-Worringen – K-Blumenberg – K-Chorweiler Nord – K-Chorweiler – K-Volkhovener Weg – K-Longerich – K-Geldernstraße/Parkgürtel – K-Nippes – K-Hansaring – Köln Hbf – K-Messe/Deutz – K-Buchforst – K-Mülheim – K-Holweide – K-Dellbrück – Duckterath – Bergisch Gladbach Stand: Fahrplanwechsel Dezember 2023                                                                        | 20 min                                                                                       |
| S 28  | Kaarster See – Kaarster Bahnhof – Kaarst Mitte/Holzbüttgen – IKEA Kaarst – Neuss Hbf – NE Am Kaiser – NE Rheinpark-Center – D-Hamm – D-Völklinger Straße – D-Bilk – D-Friedrichstadt – Düsseldorf Hbf – D-Flingern – D-Gerresheim – Erkrath Nord – Neanderthal – Mettmann Zentrum – Mettmann Stadtwald – Hahnenfurth-Düssel – W-Vohwinkel – W-Zoologischer Garten – W-Steinbeck – Wuppertal Hbf Stand: Fahrplanwechsel Dezember 2023 | 20 min (wochentags) 20/40 min (Mettmann–Wuppertal wochentags) 30 min (Wochenenden/Feiertage) |
| 701   | D-Rath, DOME/Am Hülserhof1 – PSD Bank Dome – Wahlerstr./JVA – D-Rath 2 – D-Rath Mitte – Mörsenbroich, Heinrichstraße 3 – Derendorf – Derendorf, Rather Straße/Hochschule HSD – Pempelfort, Dreieck4 – Venloer Str. – Nordstraße – Pempelfort, Sternstraße – Stadtmitte, Schadowstraße – Steinstraße – Stadtmitte, Berliner Allee4 – D-Friedrichstadt, Helmholtzstraße – Sonnenstraße (Friedrichstadt ) – Oberbilk, Kruppstraße – D-Oberbilk – Lierenfeld, Schlesische Straße – D-Eller Mitte – Eller, Vennhauser Allee 5 Betrieb im Standardtakt der Düsseldorfer Straßenbahnen; weitere Haltestellen nur im Abschnitt 2–5, aber alle Umsteigehaltestellen sind aufgeführt. | 10 min                                                                                       |
| 704   | Derendorf, Merziger Straße1 – Rather Straße/Hochschule HSD – St. Vinzenz-Krankenhaus – Pempelfort, Stockkampstraße – Pempelforter Straße – Stadtmitte, Worringer Platz – Hauptbahnhof – Friedrichstadt, Helmholtzstraße – Morsestraße – Bilk, Karolingerplatz – Uni-Kliniken 2 – Universität Nord/Christophstraße Betrieb im Standardtakt der Düsseldorfer Straßenbahnen; weitere Haltestellen nur im Abschnitt 1–2, aber alle Umsteigehaltestellen sind aufgeführt. | 10 min                                                                                       |
| 705   | D-Unterrath 1 – Unterrath, Eckenerstraße – Großmarkt – Johannstraße – Derendorf, Spichernplatz2 – Pempelfort, Dreieck3 – Venloer Str. – Nordstraße – Pempelfort, Sternstraße – Stadtmitte, Schadowstraße – Steinstraße – Stadtmitte, Berliner Allee5 – Friedrichstadt, Corneliusstraße – Morsestraße – Bilk, Karolingerplatz 6 – Kopernikusstraße → Am Steinberg ← Moorenstraße ← Merowingerplatz ← Bilk, Merowingerstraße7 Betrieb im Standardtakt der Düsseldorfer Straßenbahnen; Abschnitt 1–2 wird nur Mo–Fr 6–20 Uhr alle 20 min bedient; weitere Haltestellen nur in den Abschnitten 1–3 und 4–5, aber alle Umsteigehaltestellen sind aufgeführt.                     | 10 min                                                                                       |
| 707   | D-Unterrath 1 – Unterrath, Eckenerstraße – Großmarkt – Johannstraße – Derendorf, Spichernplatz – Pempelfort, Dreieck2 ← Venloer Straße – Marienhospital – Pempelfort, Schloss Jägerhof – Stadtmitte, Jacobistraße3 (Pempelforter Straße , 200 m) – Stadtmitte, Charlottenstraße/Oststraße – Hauptbahnhof – Friedrichstadt, Helmholtzstraße – Morsestraße – Bilker Allee/Friedrichstraße (D-Bilk , 200–300 m) – Unterbilk, Bilker Kirche – Franziusstraße – Speditionstraße – Medienhafen, Kesselstraße4 Betrieb im Standardtakt der Düsseldorfer Straßenbahnen; weitere Haltestellen nur in den Abschnitten 1–2 und 3–4, aber alle Umsteigehaltestellen sind aufgeführt.    | 10 min                                                                                       |
| 732   | Hafen, Lausward1 – Bremer Straße2 – D-Hamm – Medienhafen, Kesselstraße – Franziusstraße3 – Unterbilk, Stadttor – Polizeipräsidium – Kirchplatz 4 – Friedrichstadt, Corneliusstraße – Helmholtzstraße – Düsseldorf Hbf 5 – Worringer Platz – Handelszentrum/Moskauer Straße – Oberbilker Markt/Warschauer Straße – Ellerstraße 6 – Eller, Herborner Weg – Eller Süd – Alt Eller 7 – Eller, Vennhauser Allee 8 Im Abschnitt 4–8 Verkehr im Standardtakt der Düsseldorfer Straßenbahnen; im Abschnitt 1–4 meistens weniger Fahrten, die an verschiedenen Endhaltestellen (1, 2 oder 3) beginnen bzw. enden; weitere Haltestellen nur in den Abschnitten 2–5 und 6–8.           |                                                                                              |
| 736   | Kirchplatz – Bilker Allee/Friedrichstraße (D-Bilk , 200–300 m) – Morsestraße – Friedrichstadt – Oberbilker Markt – Lierenfeld, Langenberger Straße – Ronsdorfer Straße – Lierenfeld, Posener Straße – Vennhausen, Gubener Straße – In den Kötten 2 – Linienast 1: Vennhausen, Hürthstraße – Knuppertsbrück – Gerresheim – Gerresheim, Morper Straße / Linienast 2: Vennhausen, Siedlung Freiheit – Am Ellerforst – Eller Hauptlinienweg: Mo–Fr 6–19 Uhr alle 20 min, Sa 7–19 Uhr, So 9–19 Uhr alle 60 min; Linienast 1: Mo–Fr 6–19 Uhr alle 20/40 min; Linienast 2: alle 60 min, Zeiten wie Hauptlinienweg; weitere Haltestellen nur im Abschnitt 1–2                       |                                                                                              |
| 835   | Niederkassel, Comeniusplatz – Oberkassel, Belsenplatz – Landtag/Kniebrücke – Kirchplatz – Bilk – Universität Süd – Himmelgeist – Itter – Holthausen – Reisholz – In der Steele |                                                                                              |

## Öffentliche Einrichtungen
Im Stadtteil Friedrichstadt, an der Hüttenstraße 68, ist die Leitstelle der Feuerwehr der Berufsfeuerwehr Düsseldorf stationiert. An der Luisenstraße 73 steht die Realschule Luisenstraße, ein von Johannes Radke entworfener Bau.

## Sehenswürdigkeiten

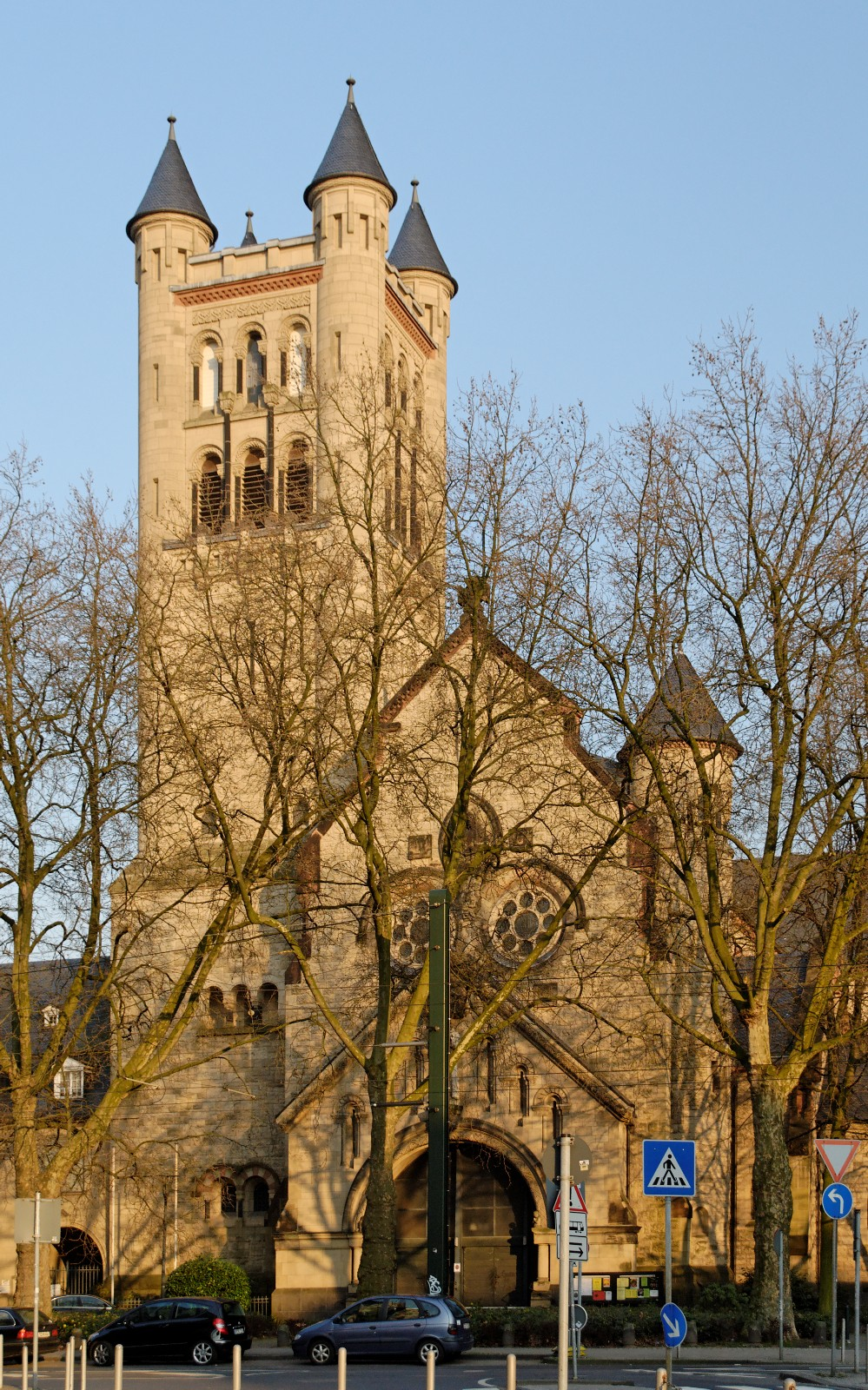
St. Antonius

Die katholische Kirche St. Antonius ist die größte Kirche Düsseldorfs und wurde vom Architekten Wilhelm Sültenfuß im spätromanischen Stil 1905–1909 erbaut. Die Kirche St. Antonius steht seit 1983 unter Denkmalschutz und wurde 1997 renoviert.
Auf dem Fürstenplatz steht seit 1939 der Industriebrunnen. Dieser hatte von 1913 bis 1926 seinen Platz vor dem ehemaligen Kunstausstellungspalast. Die drei überlebensgroßen Bronzeplastiken wurde vom Bildhauer Friedrich Coubillier geschaffen und zeigen den Gott Vulcanus, den Bergmann und den Hüttenarbeiter.
Kleinkunst wird im Theateratelier Takelgarn aufgeführt. Experimentelles Theater präsentiert das städtische Forum Freies Theater.